# Ладинский, Юрий Викторович
Юрий Викторович Лади́нский (настоящая фамилия — Около-Кулак; 1905—1983) — советский военачальник, контр-адмирал (1944). Лауреат Сталинской премии второй степени (1949), кандидат военно-морских наук (1966).

## Биография
Георгий Викторович Около-Кулак родился 17 (30 апреля) 1905 года в Курске.
В 1922 году по призыву поступил служить на флот. Окончил ВМУ имени М. В. Фрунзе (1927). Несколько лет служил в Севастополе на крейсерах «Коминтерн», «Червона Украина», эсминце «Фрунзе». С 1930 года на ДКБФ: штурман дивизиона сторожевых кораблей (1930—1931), старший штурман линейного корабля «Октябрьская революция» (1931—1934).
Участник Великой Отечественной войны. Начальник штаба и командир Охраны водного района КБФ, начальник оперативного отдела Балтфлота. Контр-адмирал (11.5.1944). Член ВКП(б) с 1943 года.
В марте—июле 1946 года — начальник ВМУ имени П. С. Нахимова.
В 1946—1952 годах — директор НИИ ВМФ, работал над усовершенствованием боевой техники. Один из создателей автоматического прокладчика курса кораблей (1947—1948).
В 1954 окончил Военную академию Генштаба. В 1954—1956 служил в Генштабе, с 1956 года — в центральном аппарате Министерства обороны СССР.
Автор книг «На фарватерах Балтики» (1973) и «Военная вахта» (1982).
Скончался 27 июля 1983 гада на 79-м году жизни. Похоронен на Химкинском кладбище.

## Награды и премии
- Орден Ленина (1947)
- Четыре ордена Красного Знамени (1941; 29.1.1944)
- Орден Отечественной войны I степени (8.6.1943)
- Орден Красной Звезды (1937)
- Медали СССР
- Сталинская премия второй степени (1949) — за разработку аппаратуры для кораблей